# Frontenaud
Frontenaud ist eine französische Gemeinde im Département Saône-et-Loire in der Region Bourgogne-Franche-Comté. Sie gehört zum Arrondissement Louhans und zum Kanton Cuiseaux. Der Ort hat 726 Einwohner (Stand 1. Januar 2022). Die Einwohner werden Frontenaliens, resp. Frontenaliennes genannt.

## Geografie

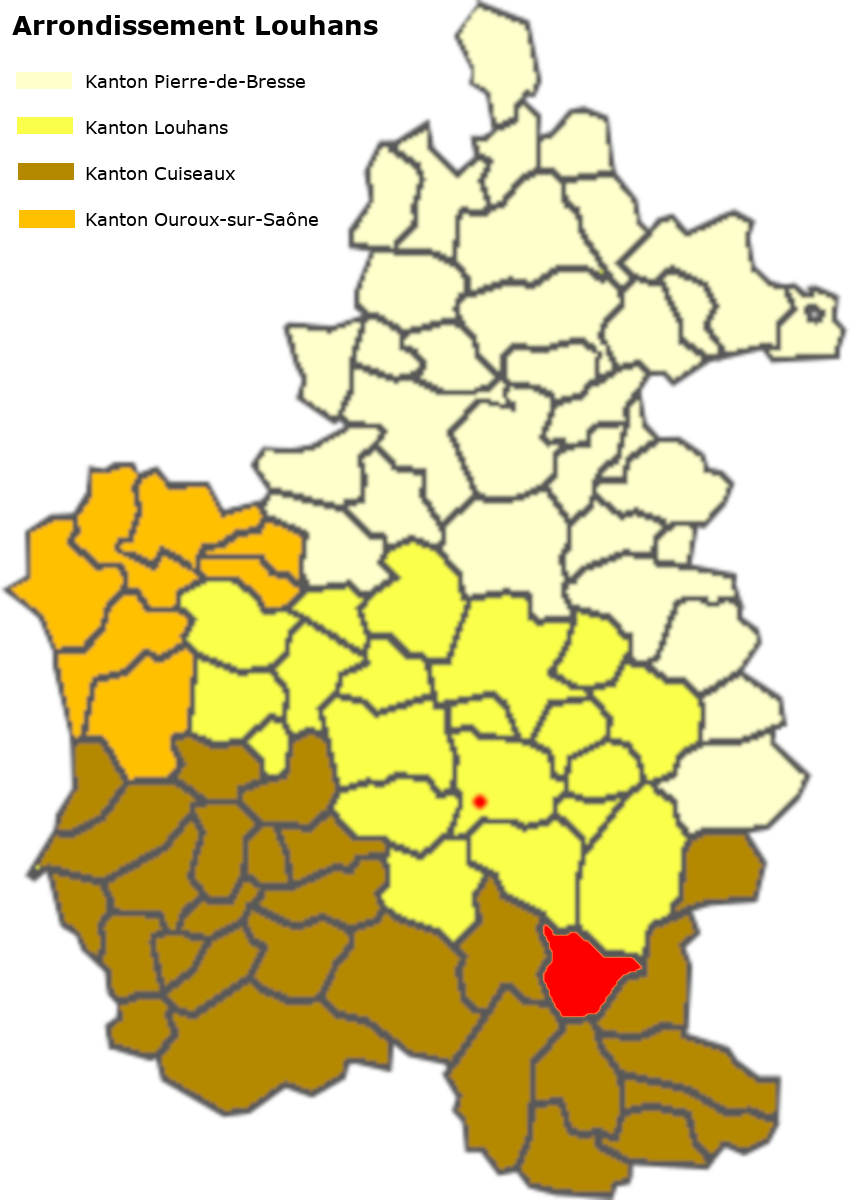
Lage der Gemeinde im Arrondissement Louhans

Frontenaud liegt zehn Kilometer südöstlich von Louhans nahe der Departementsstraße D972 (Louhans–Cuiseaux), einer alten Römerstraße. Die Autobahn A39 tangiert das östliche Gemeindegebiet. Die westliche Gemeindegrenze bildet der Fluss Solnan. Im Weiteren fließt La Dourlande von Süden nach Norden und mündet südlich des Bourg in die Gizia, die von Südosten her durch die ganze Gemeinde fließt, um nordwestlich von Frontenaud in den Solnan zu münden. Ganz im Osten der Gemeinde befindet sich ein Teil der Anschlussstelle N° 9 – Le Miroir (Cuiseaux – Cousance) und das Gewerbegebiet Milleure. Die Gemeinde ist nur schwach bewaldet. Zur Gemeinde gehören folgende Weiler und Fluren: Bione, Buissenière, les Cadolles, les Caravattes, Champ-Denis, les Chardennières, Charnequin, la Cour-Basse, les Courbes, les Crozes, la Dourlande, les Essarts, Étang-de-la-Bardière, l’Étang-du-Bief, les Fosses, la Fournaise, la Giraudière, Gizia (Gewässer), la Grange-Maigre, la Gravière, les Grosets, Meix-Brenard, Milleure, le Mollard, Moulin-à-Vent, le Muret, les Pommerattes, Rérafay, les Rompois, la Rongère, Saffre, les Toupes, Tuilerie-des-Fausses, la Tuilerie-Galet, Tuilerie-Maître, le Venay, les Vernes, la Verrière, Villeflorey.

### Klima
Das Klima in Frontenaud ist warm und gemäßigt. Es gibt das ganze Jahr über deutliche Niederschläge, selbst der trockenste Monat weist noch hohe Niederschlagsmengen auf. Die Klassifikation des Klimas nach Köppen und Geiger ist Cfb ((Gemäßigtes) Ozeanklima). Die Temperatur liegt im Jahresdurchschnitt bei 11,9 °C. Der wärmste Monat ist der Juli mit einer Durchschnittstemperatur von 21,0 °C, der kälteste der Januar mit 3,3 °C. Über ein Jahr verteilt summieren sich die Niederschläge auf 1042 mm, dabei ist der November mit 119 mm der niederschlagsreichste, während Juli als trockenster Monat 62 mm aufweist. Über das ganze Jahr werden etwa 2826 Sonnenstunden gezählt.
|                        | Jan | Feb | Mär  | Apr  | Mai  | Jun  | Jul  | Aug  | Sep  | Okt  | Nov  | Dez |   |      |
| Mittl. Temperatur (°C) | 3,3 | 3,8 | 7,5  | 11,1 | 14,9 | 19,0 | 21,0 | 20,6 | 16,9 | 12,9 | 7,4  | 4,1 | ⌀ | 11,9 |
| Mittl. Tagesmax. (°C)  | 6,2 | 7,6 | 11,8 | 15,6 | 19,2 | 23,7 | 25,7 | 25,3 | 21,3 | 16,9 | 10,5 | 6,9 | ⌀ | 15,9 |
| Mittl. Tagesmin. (°C)  | 0,7 | 0,6 | 3,2  | 6,3  | 10,2 | 14,1 | 16,1 | 15,8 | 12,6 | 9,2  | 4,4  | 1,5 | ⌀ | 7,9  |
|                        |     |     |      |      |      |      |      |      |      |      |      |     |   |      |
| Niederschlag (mm)      | 101 | 85  | 80   | 88   | 85   | 68   | 62   | 65   | 82   | 99   | 119  | 108 | Σ | 1042 |

| 0,7 |

| 0,6 |

| 3,2 |

| 6,3 |

| 10,2 |

| 14,1 |

| 16,1 |

| 15,8 |

| 12,6 |

| 9,2 |

| 4,4 |

| 1,5 |

| 0,7 |

| 0,6 |

| 3,2 |

| 6,3 |

| 10,2 |

| 14,1 |

| 16,1 |

| 15,8 |

| 12,6 |

| 9,2 |

| 4,4 |

| 1,5 |

## Toponymie
Der Ort taucht erstmals um 1131 auf als Frontonacum, vermutlich also als Besitz eines Frontinus, Frontus oder ähnlich. Der Ort trug während des 15. Jahrhunderts die weit verbreitete Form des Possessiv-Suffixes -ay, das sich aus dem lateinischen -acum entwickelte und hieß damals Frontenay.

## Geschichte
Der östliche Teil der Gemeinde gehörte zu den Ländereien im Besitz des Klosters Miroir, Fausses mit weiteren Weilern war Teil von Varennes-Saint-Sauveur und war im Besitz der Familie Cessia, Saffre gehörte der Familie Vitte in Louhans. Bereits 1270 wird an der Gizia eine Mühle erwähnt, im Weiteren bestanden mindestens zwei Ziegeleien. Im Weiler Les Îles, beim Dorfkern, lag ein Schloss auf einem Hügel, von Gräben umgeben, die durch die Gizia gespiesen wurden.

### Die Herren von Frontenaud
Der Gemeindeteil westlich des Solnan gehörte ab dem 13. Jahrhundert zur Kastellanei von Sagy und unterstand damit direkt den Herzögen von Burgund und später den Königen von Frankreich. Die Herrschaft über das Gebiet wurde weitgehend durch die Kastellane ausgeübt.
- Les Essarts: (östlicher Gemeindeteil) war im Besitz des Klosters Le Miroir.
- Saffre: (nördlicher Gemeindeteil) war im Besitz des Klosters Gigny, diese hatten hier bereits sehr früh ein Priorat gegründet. Sie besaßen weitere Lehen in der Herrschaft Sainte-Croix-en-Bresse und Cuiseaux und waren 1473 anerkannt als Afterlehen des Abtes von Gigny. Im 18. Jahrhundert unterstanden sie noch immer dem Kämmerer des Klosters.

### Heraldik
Die Gemeinde benutzt seit 2020 ein neu geschaffenes Wappen, gestaltet durch Jean-François Binon. Es zeigt einen Wappenschild mit Göpelschnitt, Feld 1: auf grün ein abgewendetes männliches Bressehuhn in tingiert mit goldenem Schnabel, rotem Kamm und blauen Füßen, Feld 2: auf blau ein silberner steigender Hermelinlöwe und in Feld 3: auf silber ein blauer Wellenkamm, belegt mit einem goldenen Mühlrad.
Bei der Darstellung des Bressehuhns im Feld 1 handelt es sich um Hinweis darauf, dass in der Gemeinde Geflügelzüchter sind, die Poulets de Bresse halten. Es handelt sich bei der Darstellung auch nicht um ein heraldisches Huhn, sondern eindeutig um ein Bressehuhn, das mit Gefieder, Kamm und Beinen die französische Trikolore repräsentiert. Feld 2 mit dem Hermelinlöwen bezieht sich auf die Gegend, in der der Ort liegt, nämlich die Bresse, deren inoffizielles regionales Wappen der steigende Hermelinlöwe auf Blau ist, das Feld 3 im Wappenfuss dürfte Bezug nehmen auf das Bestehen einer Mühle an der Gizia, die bereits im 13. Jahrhundert bestand.

## Bevölkerung
| Frontenaud: Einwohnerzahlen von 1793 bis 2020 | Frontenaud: Einwohnerzahlen von 1793 bis 2020 | Frontenaud: Einwohnerzahlen von 1793 bis 2020 | Frontenaud: Einwohnerzahlen von 1793 bis 2020 | Frontenaud: Einwohnerzahlen von 1793 bis 2020 |
| --- | --------------------------------------------- | --------------------------------------------- | --------------------------------------------- | --------------------------------------------- |
| Jahr |                                               |                                               |                                               | Einwohner                                     |
| 1793 | 1793                                          |                                               | 812                                           | 812                                           |
| 1800 | 1800                                          |                                               | 955                                           | 955                                           |
| 1806 | 1806                                          |                                               | 904                                           | 904                                           |
| 1821 | 1821                                          |                                               | 981                                           | 981                                           |
| 1831 | 1831                                          |                                               | 1.091                                         | 1.091                                         |
| 1836 | 1836                                          |                                               | 1.071                                         | 1.071                                         |
| 1841 | 1841                                          |                                               | 1.119                                         | 1.119                                         |
| 1846 | 1846                                          |                                               | 1.146                                         | 1.146                                         |
| 1851 | 1851                                          |                                               | 1.183                                         | 1.183                                         |
| 1856 | 1856                                          |                                               | 1.182                                         | 1.182                                         |
| 1861 | 1861                                          |                                               | 1.112                                         | 1.112                                         |
| 1866 | 1866                                          |                                               | 1.097                                         | 1.097                                         |
| 1872 | 1872                                          |                                               | 1.088                                         | 1.088                                         |
| 1876 | 1876                                          |                                               | 1.117                                         | 1.117                                         |
| 1881 | 1881                                          |                                               | 1.125                                         | 1.125                                         |
| 1886 | 1886                                          |                                               | 1.079                                         | 1.079                                         |
| 1891 | 1891                                          |                                               | 1.116                                         | 1.116                                         |
| 1896 | 1896                                          |                                               | 1.137                                         | 1.137                                         |
| 1901 | 1901                                          |                                               | 1.098                                         | 1.098                                         |
| 1906 | 1906                                          |                                               | 1.084                                         | 1.084                                         |
| 1911 | 1911                                          |                                               | 1.029                                         | 1.029                                         |
| 1921 | 1921                                          |                                               | 902                                           | 902                                           |
| 1926 | 1926                                          |                                               | 941                                           | 941                                           |
| 1931 | 1931                                          |                                               | 937                                           | 937                                           |
| 1936 | 1936                                          |                                               | 836                                           | 836                                           |
| 1946 | 1946                                          |                                               | 824                                           | 824                                           |
| 1954 | 1954                                          |                                               | 761                                           | 761                                           |
| 1962 | 1962                                          |                                               | 767                                           | 767                                           |
| 1968 | 1968                                          |                                               | 717                                           | 717                                           |
| 1975 | 1975                                          |                                               | 648                                           | 648                                           |
| 1982 | 1982                                          |                                               | 606                                           | 606                                           |
| 1990 | 1990                                          |                                               | 601                                           | 601                                           |
| 1999 | 1999                                          |                                               | 646                                           | 646                                           |
| 2006 | 2006                                          |                                               | 691                                           | 691                                           |
| 2009 | 2009                                          |                                               | 741                                           | 741                                           |
| 2014 | 2014                                          |                                               | 741                                           | 741                                           |
| 2020 | 2020                                          |                                               | 726                                           | 726                                           |
| Quelle(n): EHESS/Cassini bis 2006, ab 2009 INSEE Anmerkung(en): • Ab 1962 offizielle Zahlen ohne Einwohner mit Zweitwohnsitz • Höchste Einwohnerzahl 1851 mit 1183, tiefste Einwohnerzahl 1990 mit 601 (50,8 % vom Maximum) |                                               |                                               |                                               |                                               |

| Bevölkerungsstruktur | Anzahl Einwohner | männlich | weiblich | davon Ausländer | Anteil % |
| -------------------- | ---------------- | -------- | -------- | --------------- | -------- |
|                      | 722              | 344      | 378      | 32              | 4,4      |

| Männer | Alterstufe | Frauen |
| ------ | ---------- | ------ |
| 7      | 90 + älter | 33     |
| 44     | 75–89      | 71     |
| 81     | 60–74      | 67     |
| 73     | 45–59      | 76     |
| 54     | 30–44      | 43     |
| 36     | 15–29      | 45     |
| 48     | 0–14       | 43     |

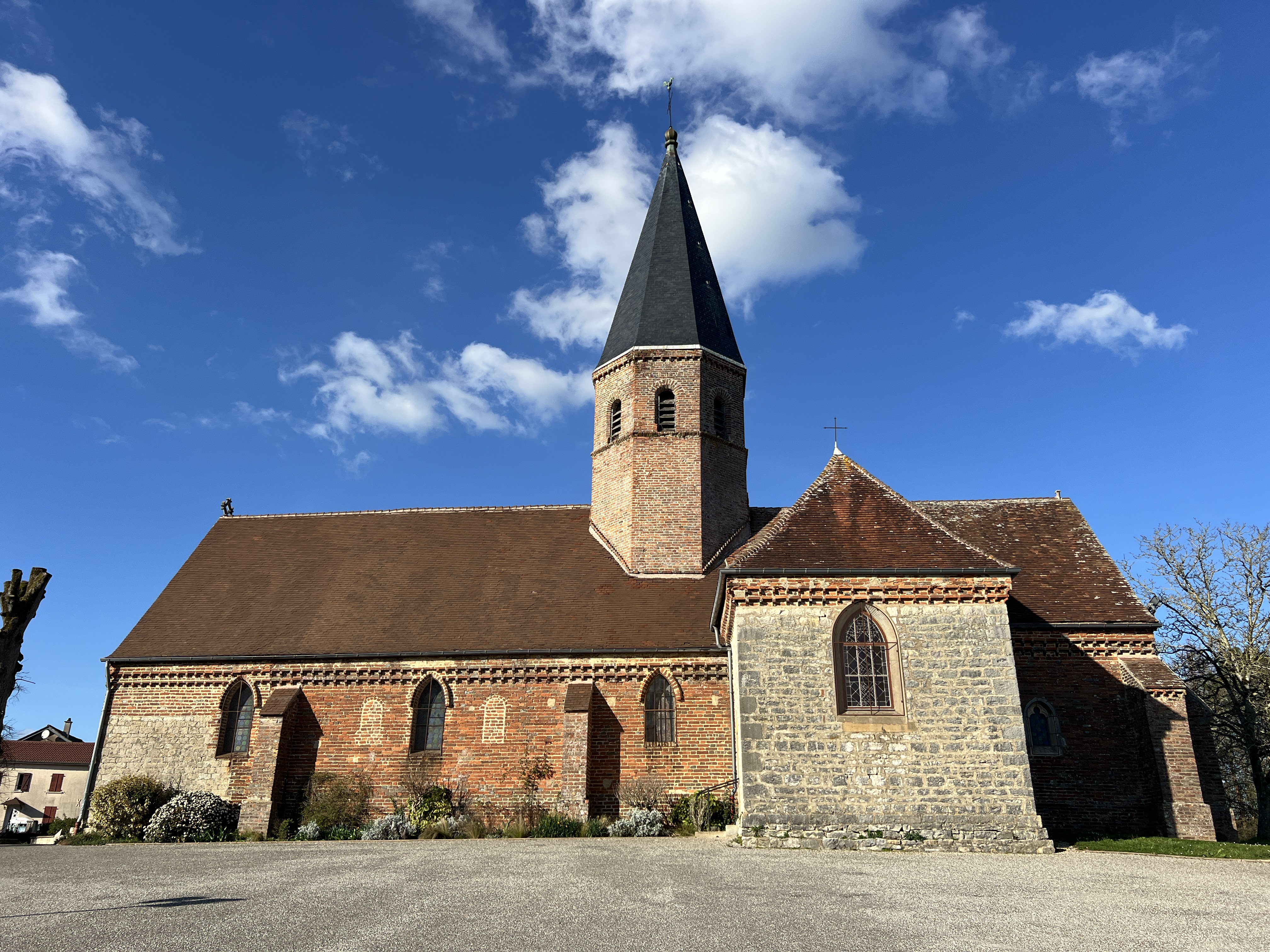
Kirche Saint-Étienne in Frontenaud

Die Bevölkerungsstruktur zwischen Männern und Frauen weist einen Überhang zugunsten der Frauen aus, die 52,4 % ausmachen, wobei 27 % der Bevölkerung jünger als 45 Jahre sind. Demgegenüber sind 41 % der Einwohner älter als 60 Jahre und damit im Rentenalter. Die über 90-Jährigen machen gar 5,5 % der Bevölkerung aus.
| Wohnstruktur               | Anzahl Wohneinheiten | davon Häuser | Wohnungen |
| -------------------------- | -------------------- | ------------ | --------- |
|                            | 404                  | 384          | 20        |
| davon Hauptwohnsitz        | 298                  |              |           |
| Zweit- oder Ferienwohnsitz | 79                   |              |           |
| vakant                     | 27                   |              |           |

## Wirtschaft und Infrastruktur

### Unternehmen, Betriebe, Ladengeschäfte und Einrichtungen
In der Gemeinde befinden sich nebst Mairie und Kirche folgende Unternehmen nach Branchen:
| Branche                                                           | Anzahl Betriebe |
| ----------------------------------------------------------------- | --------------- |
| Industrie und verarbeitendes Gewerbe                              | 2               |
| Baugewerbe                                                        | 8               |
| Groß- und Einzelhandel, Verkehr, Beherbergung und Gastronomie     | 16              |
| Information und Kommunikation                                     |                 |
| Finanz- und Versicherungsdienstleistungen                         | 1               |
| Grundstücks- und Wohnungswesen                                    | 3               |
| Freiberufliche, wissenschaftliche und technische Dienstleistungen | 5               |
| Öffentliche Verwaltung, Unterricht, Gesundheits- und Sozialwesen  | 4               |
| Sonstige Dienstleistungen                                         | 7               |
| Land- und Forstwirtschaftsbetriebe                                | 9               |

In der Gemeinde befinden sich eine Bäckerei, ein Lebensmittelladen, ein Coiffeur- und ein Schönheitssalon, zwei Immobilienagenturen, ferner drei Autogaragen, eine Autovermietung, ein Bauunternehmen, zwei Schreiner-/Zimmereien, zwei Installateure. Die Gemeinde verfügt zudem über einen Pétanqueplatz und eine Turn- und Sporthalle, ein Seniorenheim, eine Post sowie zwei Gîtes. Für die Güter des täglichen Bedarfs versorgen sich die Einwohner in Cousance oder Louhans.

### Geschützte Produkte in der Gemeinde
Als AOC-Produkte sind in Frontenaud Crème et beurre de Bresse zugelassen, ferner Volaille de Bresse und Dinde de Bresse.

### Bildungseinrichtungen
In der Gemeinde besteht eine École maternelle, die der Académie de Dijon untersteht und von 44 Kindern besucht wird. Für die Schule gilt der Ferienplan der Zone A.

## Auszeichnungen
Villes et Villages Fleuris hat der Gemeinde zwei Blumen verliehen.

## Sehenswürdigkeiten
- Kirche Saint-Étienne (19. Jahrhundert). Kurzbeschrieb und Bilder Église Saint Étienne[26]